# Leandro Mosca
Leandro Aussibio Mosca (Recanati, 5 settembre 2000) è un pallavolista italiano, centrale del Milano.

## Carriera

### Club
Cresciuto nella Libertas Osimo, nella stagione 2016-17 entra nella squadra federale del Club Italia, dove milita nel triennio seguente, sempre in Serie A2, categoria in cui milia anche nell'annata 2019-20 quando viene tesserato per la Peimar; nel 2019, inoltre, con la formazione giovanile della Lube si aggiudica la Junior League.
Nel campionato 2020-21 esordisce quindi in Superlega, ingaggiato dalla Powervolley Milano, con cui vince la Challenge Cup 2020-21; dopo un biennio nel capoluogo lombardo, per l'annata 2022-23 si trasferisce al Verona e in quella 2024-25 al Milano, sempre in massima serie italiana.

### Nazionale
Nel 2018 viene convocato dalla nazionale italiana under 20 per il campionato europeo di categoria, mentre nel 2019 vince la medaglia d'argento al Mondiale under 21.
Nel 2021 riceve le prime convocazioni con la nazionale maggiore, partecipando alla Volleyball Nations League. Un anno dopo conquista la medaglia d'oro al campionato mondiale 2022, mentre nel 2023 è la volta dell'argento al campionato europeo.

## Palmarès

### Club
- Challenge Cup: 1

2020-2021

### Nazionale (competizioni minori)
- Campionato mondiale under 21 2019
- Memorial Hubert Wagner 2023